# Castanea dentata

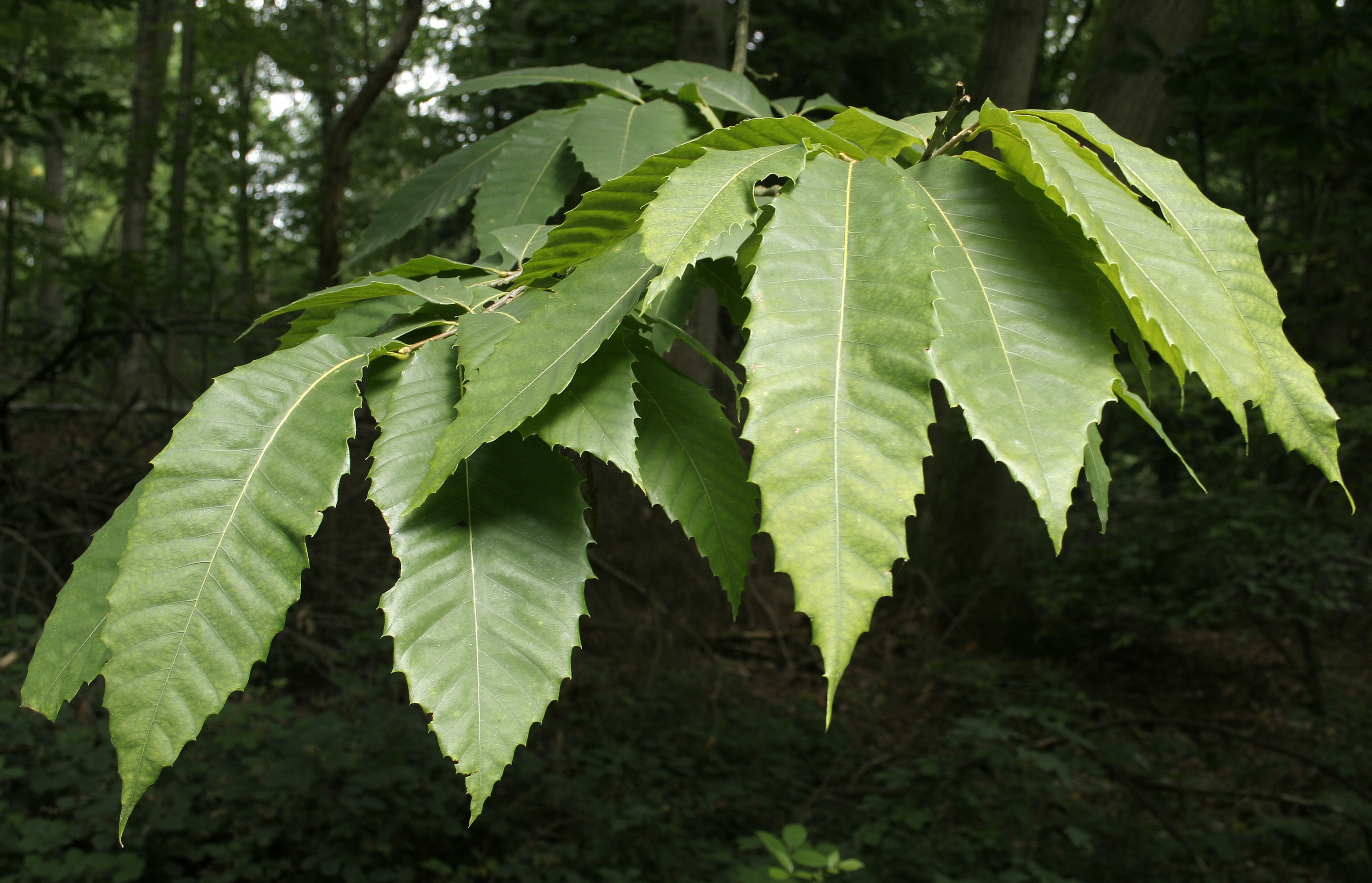
Hojas

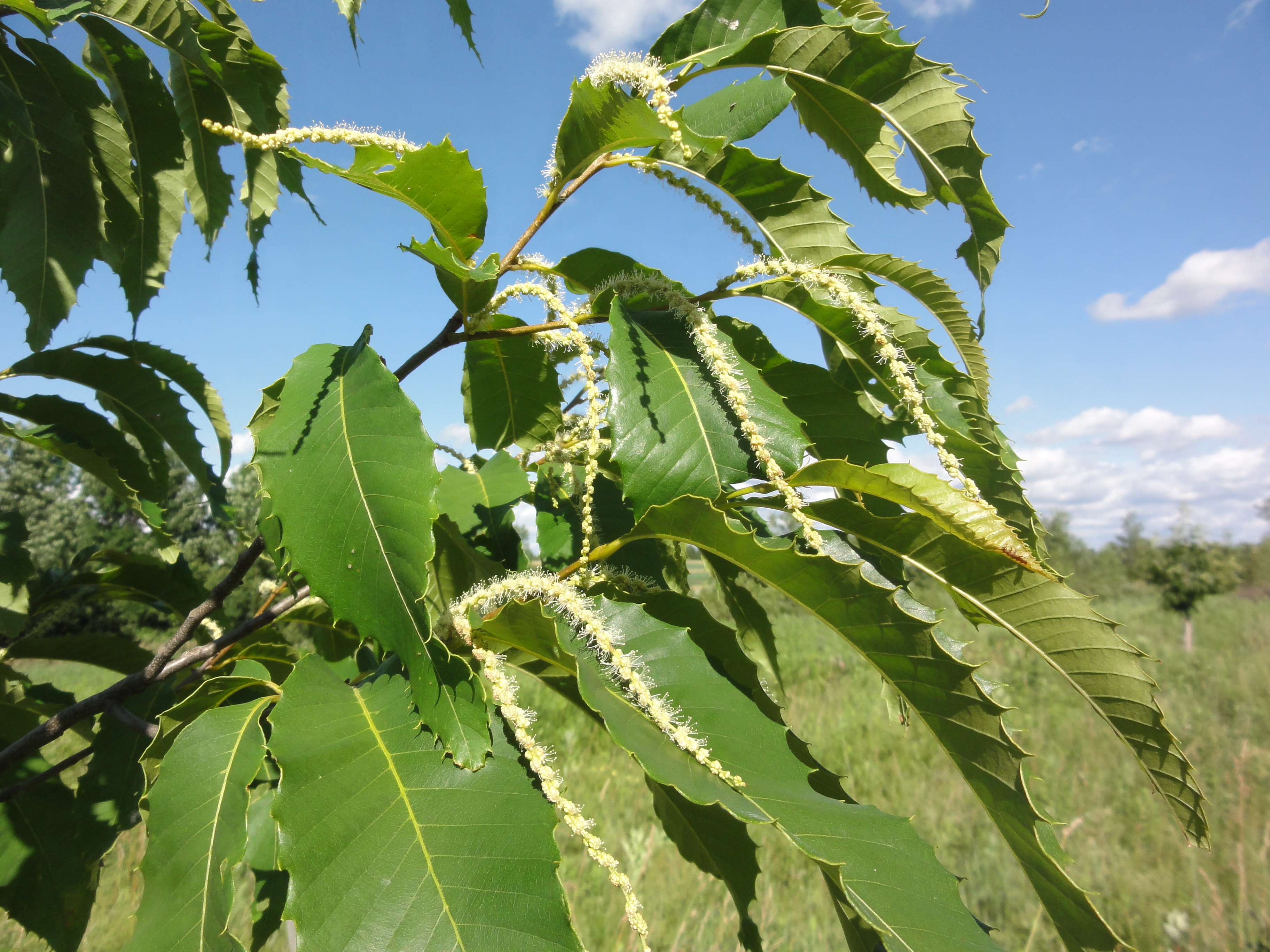
Amentos y hojas.

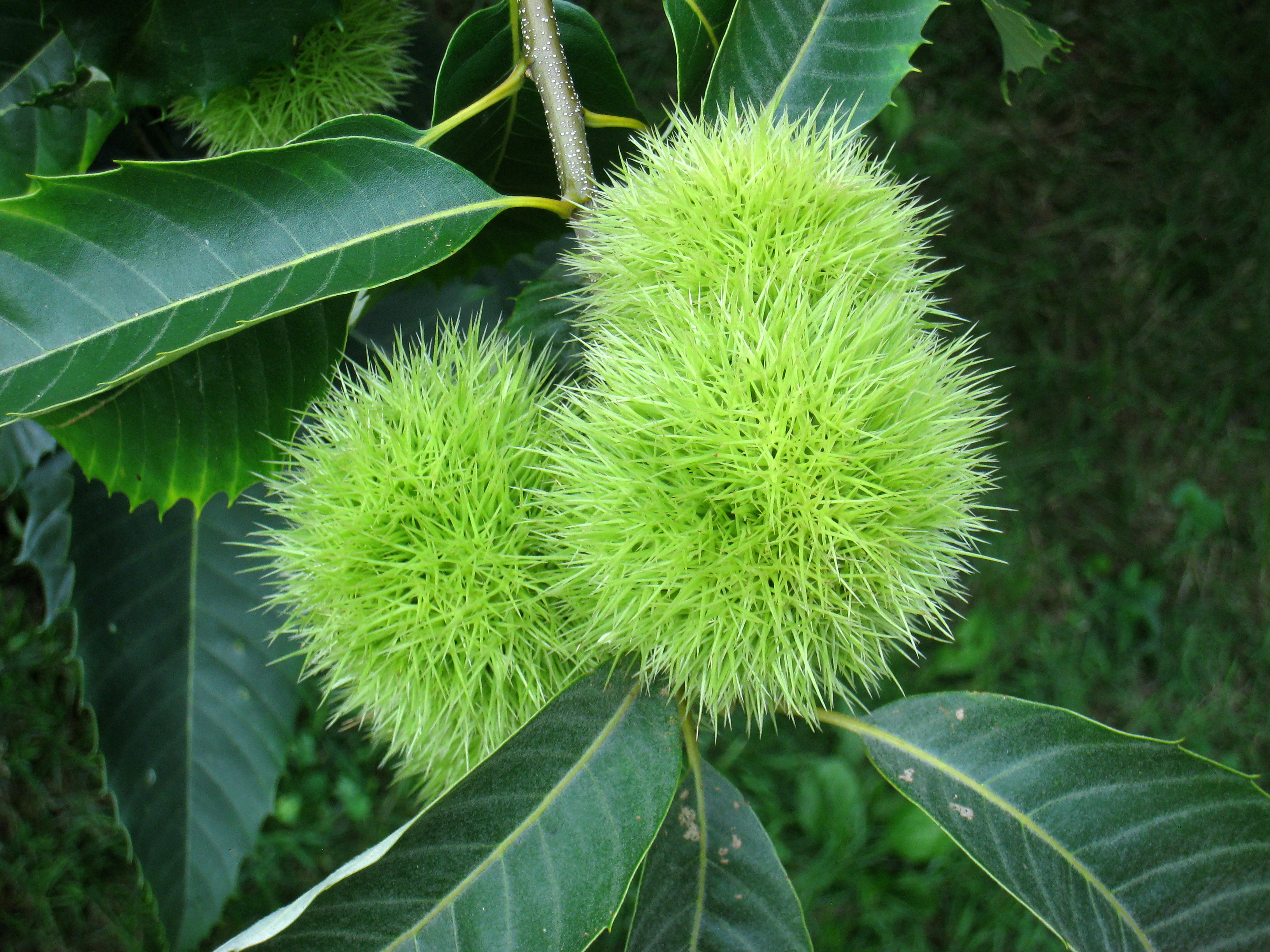
Calibios in situ.

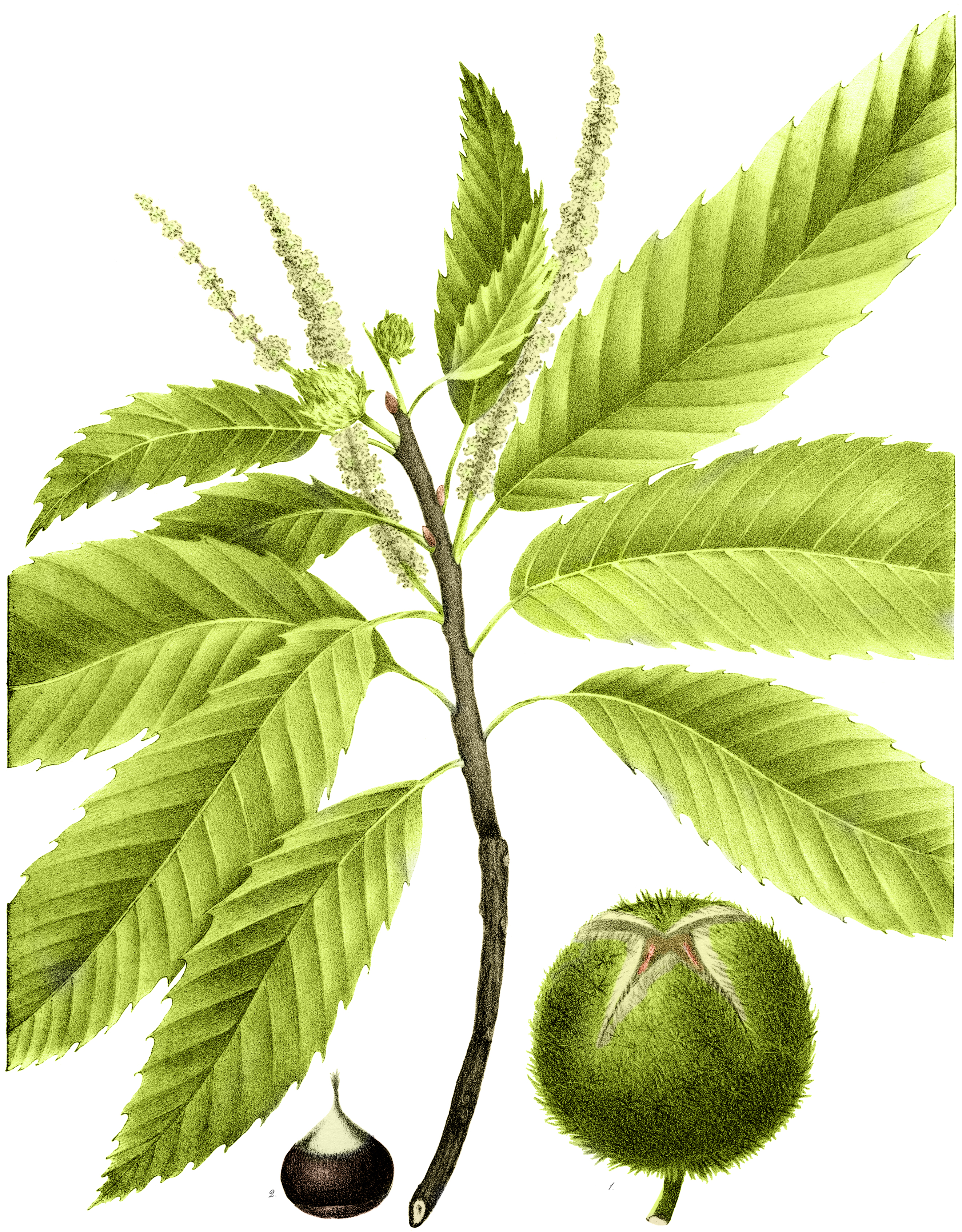
Ilustración en John Torrey, A Flora of the State of New York, Vol. 2, 1833.

Castanea dentata, el castaño estadounidense, es un árbol del género Castanea en la familia Fagaceae. Actualmente se encuentre en estado crítico de conservación.

## Descripción
Son árboles, a menudo masivos, que podían llegar hasta los a 30 m de altura, pero hoy día, debido a la destrucción generalizada por el tizón, solo persisten rebrotes multicaules de unos 5-10 m. Tienen corteza de color gris, lisa cuando joven, surcada con la edad y las ramitas son glabras. Las hojas, con un pecíolo de 8-40 mm, tienen un limbo estrechamente obovado a oblanceolado,  de 9-30 por 3-10 cm, de base cuneada y márgenes marcadamente aserrados, con los dientes triangulare , disminuyendo gradualmente hacia el ápice. Las flores masculinas se organizan en amentos erectos o péndulos. La inflorescencia femenina consta de 3 flores por cúpula. El fruto es una nuez con calibio cubierta de espinas esencialmente glabras, con 4 válvas dehiscentes por 4 suturas irregulares. Hay 3 aquenios por fruto, obovados, de 18-25 por 18-25 mm, aplanados en uno o ambos lados, con pico a 8 mm excluyendo los estilos.

## Hábitat y distribución
Es una especie nativa de los bosques de caducifolios y mixtos del este de Estados Unidos; florece en junio-julio a altitudes comprendidas entre el nivel del mar y 1200 m en los Estados orientales y sureños de Alabama, Connecticut, Delaware, Florida, Georgia, Illinois, Indiana, Kentucky, Luisiana, Maine, Maryland, Massachusetts, Míchigan, Misisipi, Misuri, Nuevo Hampshire, Nueva Jersey, Nueva York, Carolina del Norte, Carolina del Sur, Ohio, Pensilvania, Rhode Island, Tennessee, Vermont, Virginia y Wisconsin; también en Ontario (Canadá).
También se encuentran algunos de estos en países del centro de Europa, como Eslovaquia, Chequia y algunos otros de alrededor.

## Usos
El castaño americano fue uno de los más importantes árboles forestales del este de América del Norte antes de 1930, cuando las poblaciones fueron casi destruidas por el "cancro del castaño", causado por el hongo introducido Cryphonectria parasitica.
Después de 1930, los individuos fueron en su mayoría rebrotes que rara vez, o nunca, producen semillas viables.  
Los frutos secos, comestibles, eran un dulce apreciado en el este de Estados Unidos. 
La madera es ligera, fuerte y resistente a la descomposición, así que se utiliza ampliamente para la construcción, muebles y elementos decorativos. 
La corteza se usa para curtir pieles.
Nativos americanos utilizaron diversas partes de las plantas con fines medicinales en forma de un jarabe para la tos y para el tratamiento de la tos ferina, para problemas del corazón, y en forma de polvo para la piel irritada.

## Taxonomía
Castanea dentata fue descrito, primero por Humphrey Marshall como Fagus dentata (basiónimo) en Arbust. amer., 46 en 1785 y trasladado al género Castanea por Moritz Balthasar Borkhausen en Theor. Prakt. Handb. Forstbot., 1: 741 en 1800 
Etimología
- Castanea: nombre genérico que deriva del Griego χάστανον y luego el Latín castănĕa, -ae, nombre del castaño y de la castaña (Virgilio, Bucolicas,1, 82), esta última también llamada castanea nux (Virgilio, Bucolicas, 2, 52), la nuez del castaño.[2] También podría derivar de Castanaea, -ae o Castana, -ae, ciudad de Asia Menor o, según otros, del nombre armenio de este árbol.[3]

- dentata: epíteto latino de sentido evidente, dentado.

Sinonimia
- Castanea americana (Michx.) Raf.
- Castanea sativa var. americana (Michx.) Sarg.
- Castanea sativa var. pendulifolia Lavallée
- Castanea vesca var. americana Michx.
- Castanea vesca var. denuda Alph.Wood
- Castanea vulgaris var. americana (Michx.) A.DC.
- Fagus castanea var. dentata Marshall
- Fagus dentata Marshall[4]